# Жемеп (замок)
Жеме́п (фр. Château Jemeppe) — средневековый замок в коммуне Аржимон в провинции Люксембург, Бельгия. По своему типу относится к замкам на воде.

## История

### Ранний период
По данным археологических раскопок первая усадьба находилась на этом месте ещё во времена Римской империи. Это была традиционная укреплённая римская вилла.
В Средние века здесь появился дом местного феодала. Изначально это был простое укреплённое усадебное здание. Первая каменная постройка появилось здесь в первой половине XIII века. Так как окружающая местность была равнинной и болотистой, то ранний замок для дополнительной защиты окружили рвами с водой.
Неподалёку от Жемепа орденом тамплиеров было основано командорство, единственное на территории графства Люксембург.
Выгодное стратегическое положение усадьбы привело к тому, что за контроль над нею, боролись графы Намюра и Люксембурга, враждовавшие из-за плодородных земель долины Дюрбюи. В конце концов лорд Жан д’Ошен решил возвести полноценный замок. При нём началось строительство, продолженное его потомками. В результате вместо укреплённого дома появилась не очень большая, но достаточно мощная крепость. Центром стал пятиэтажный донжон. Попасть в него можно было через высокий вход. Весь комплекс окружало двойное кольцо рвов, вода в которые поступала из реки Эдре. Во время вражеский вторжений в замке могли найти спасение окрестные крестьяне.

### Эпоха Ренессанса
Судя по всему, фортификационные сооружения оказались весьма эффективными. Во всяком случае семья д’Ошен владела замком до XVII века. За прошедшие века замок существенно расширили, а внутренние интерьеры получили добротную отделку. В 1616 году Катрин де Жемепп, единственная наследница семьи д’Ошен, вышла замуж за Раэса д’Анса, который и стал собственником комплекса. Этот человек решил продать замок и в 1621 году новыми владельцами имения и резиденции стали представители рода Анри де Ваа.

### XVII—XIV века
К XVII веку замок утратил прежнее значение важного оборонительного сооружения. Жепем стал респектабельной дворянской резиденцией. Владельцы во время регулярных ремонтов и реконструкций украшали фасады разнообразными декоративными элементами. Замок стал напоминать типичный для Франции особняк в замковом стиле. Прежние внешние стены перестроили в жилые здания. Основные работы производились в 1739 и 1748 годах. Узкие окна, напоминавшие бойницы, заменили широкими проёмами. Над зданиями сделали высокие крыши с мансардами.
В XIX веке были проведены радикальный ремонт. В частности, над донжоном возвели крышу. Несмотря на смену владельцев, замок продолжал оставаться жилой дворянской резиденцией. С 1840 года комплекс стал собственностью семьи Шевалье де Соваж Веркур. Между 1865 и 1875 годами по инициативе Адриана де Соваж-Веркура прошла основательная реставрация всех сооружений.

### XX век
Представители рода де Соваж Веркур владели замком до 1978 года. Затем был создан специальный фонд, который и стал собственником замка. Комплекс был переоборудован в роскошную гостиницу.

## Описание
Замок имеет в основании форму квадрата. По углам со времён Средних веков существуют высокие оборонительные башни. Донжон находится в северо-западной части. Это квадратная высокая башня, в которой в прежние времена проживали владельцы замка. По периметру замок окружён широким рвом (раньше их было два). Единственный вход во внутренний двор изначально был возможен через с запада разводной мост и единственные ворота. Перед замком ранее был форбург и многочисленные хозяйственные постройки.

## Современное использование
В замке функционирует отель. Здесь возможно проведение семинаров, праздничных торжеств и свадеб.

## Галерея

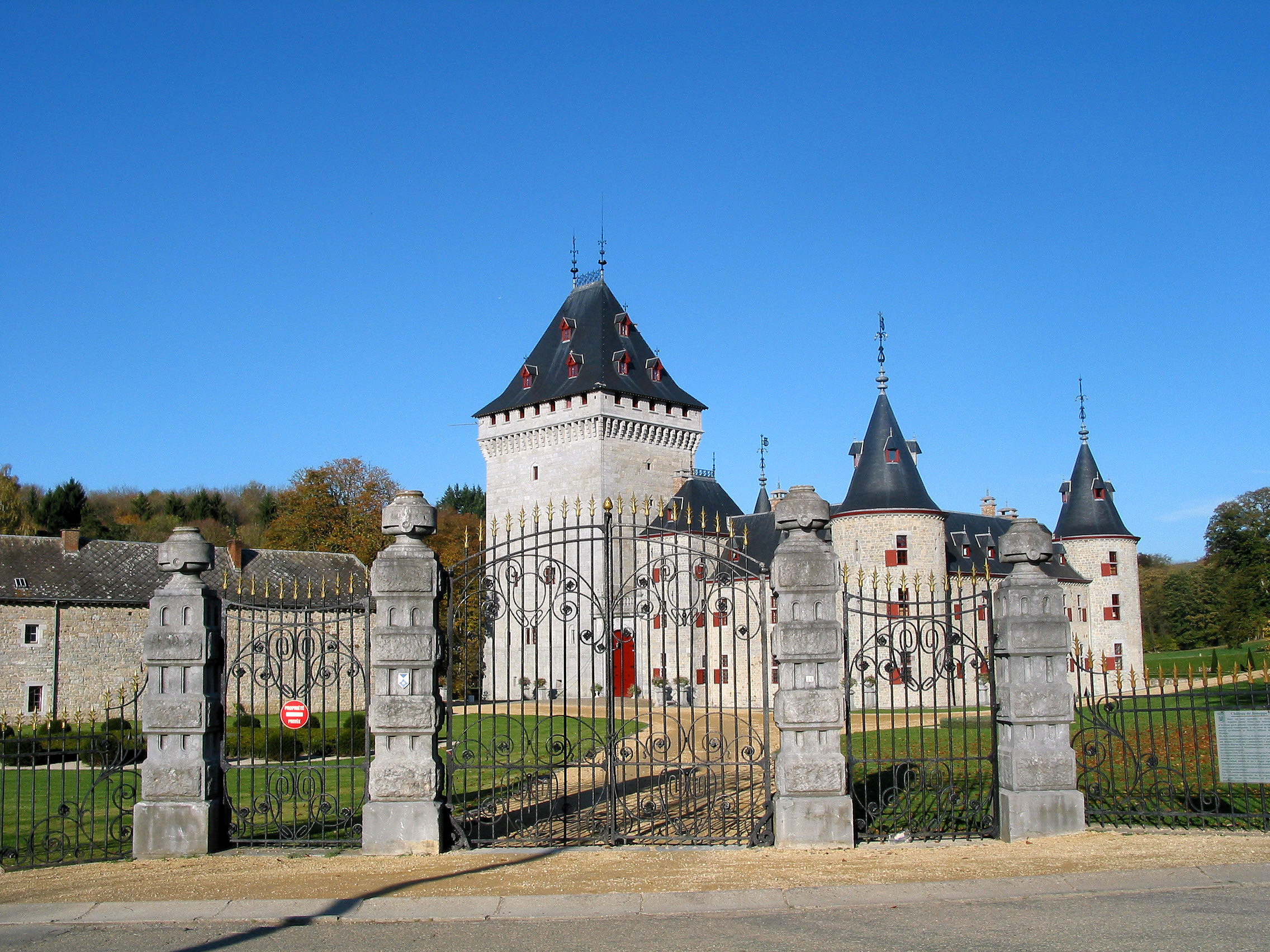
Вид замка и внешней ограды
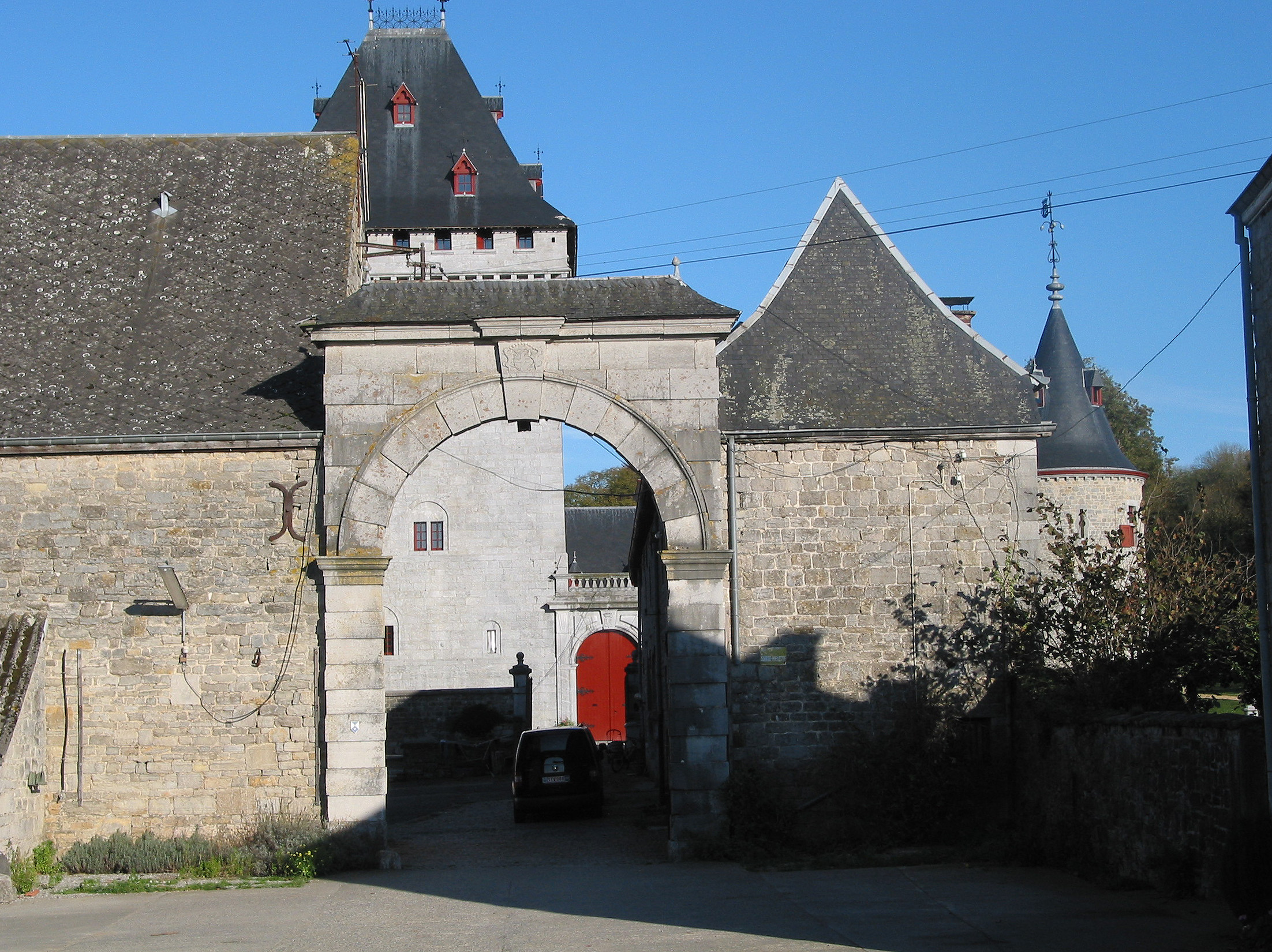
Ворота бывшего форбурга
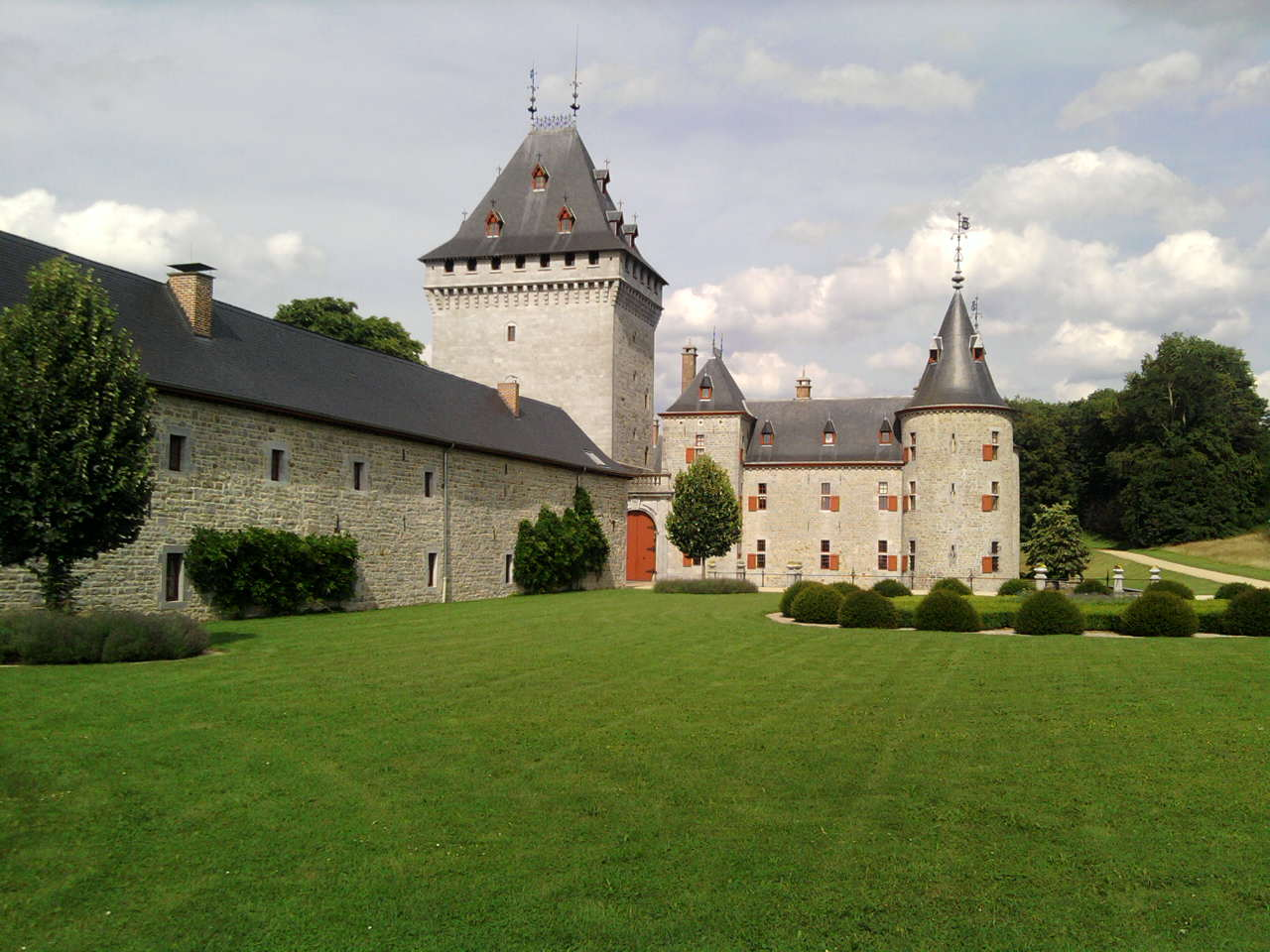
Замок с южной стороны
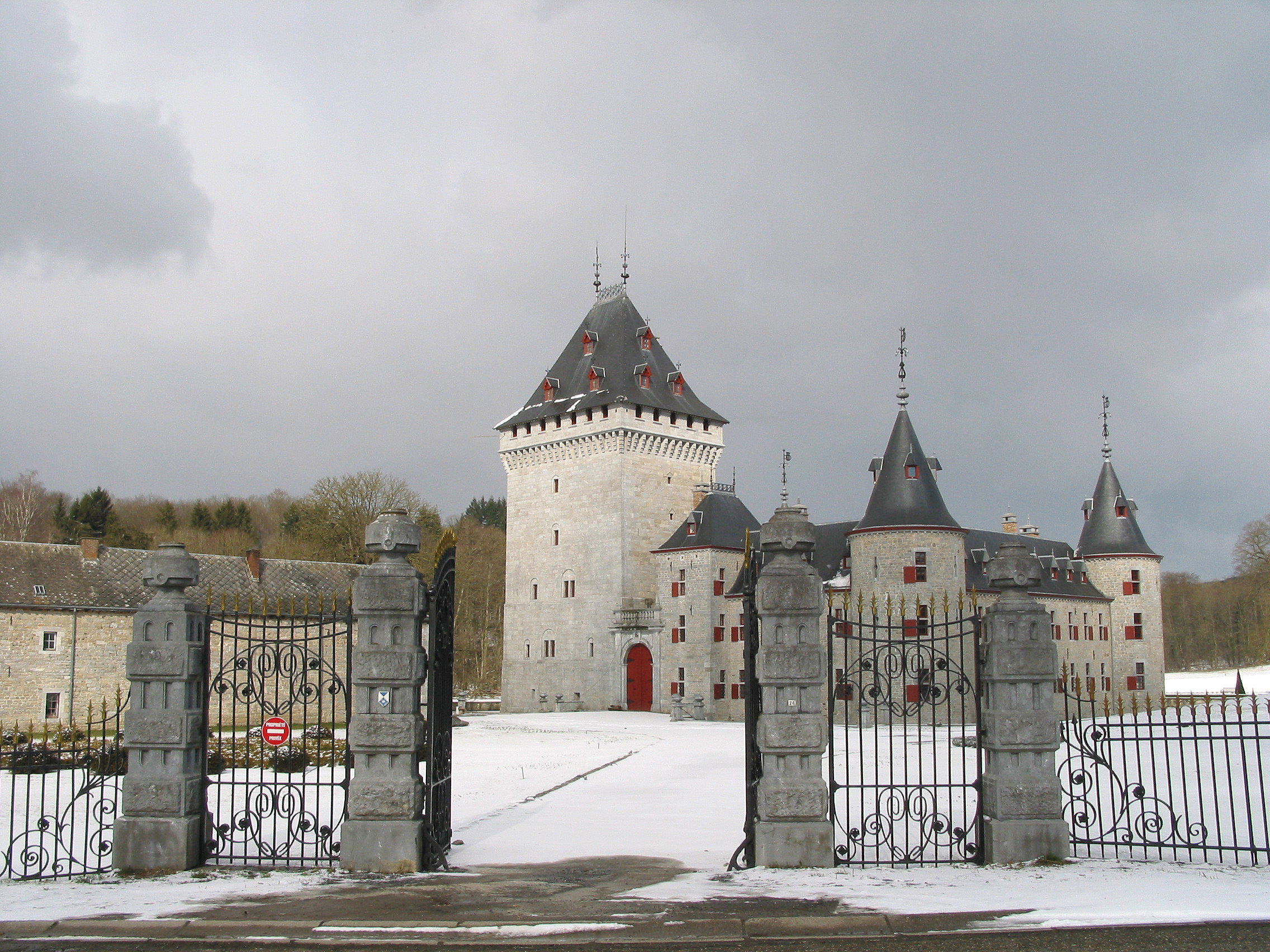
Вид замка в зимнее время

## Гербы некоторых владельцев

Семья  д'Ошен
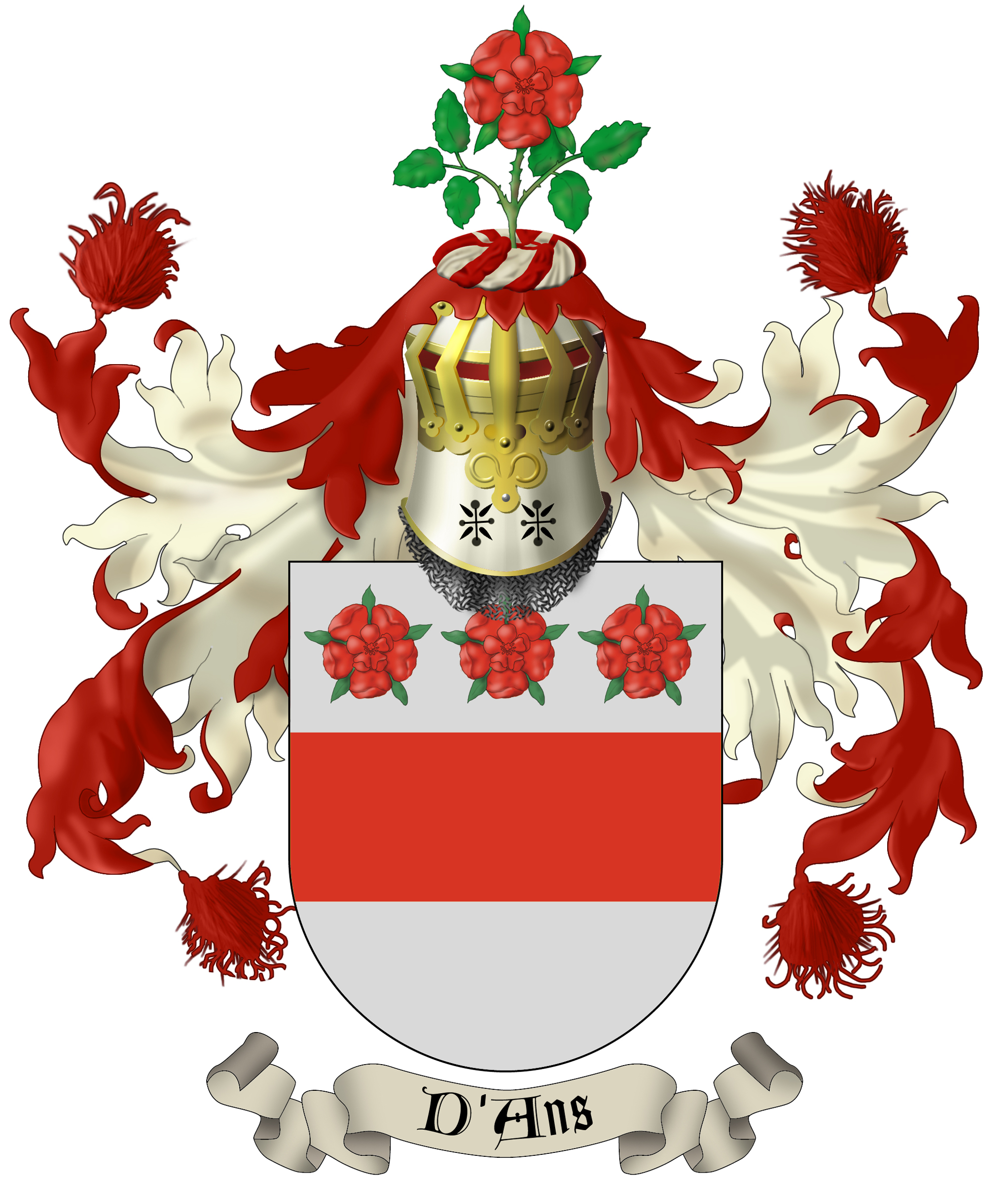
Род Анс де Вельру
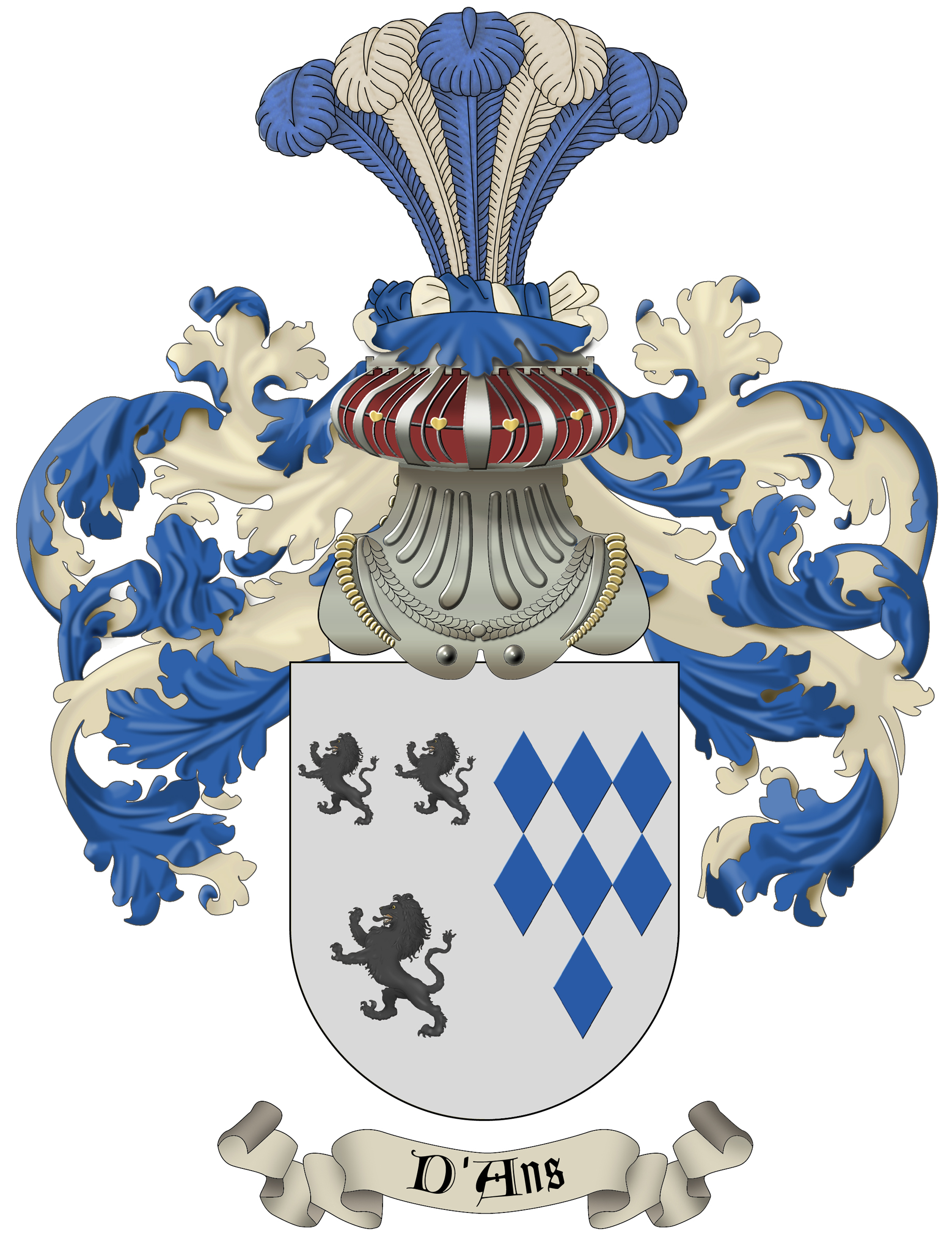
Род Анс де Фрелу